# Bitwa koło Wysp Komandorskich
Bitwa koło Wysp Komandorskich – bitwa stoczona między okrętami floty amerykańskiej i japońskiej 27 marca 1943 roku w pobliżu Wysp Komandorskich. 

## Siły

### Amerykanie
W skład sił amerykańskich wchodziły: ciężki krążownik USS "Salt Lake City", lekki krążownik USS "Richmond" oraz 4 niszczyciele. Zespołem dowodził kontradmirał Charles McMorris

### Japończycy
W skład sił japońskich wchodziły: ciężkie krążowniki "Maya" i „Nachi”, lekkie krążowniki: "Abukuma" i "Tama" oraz 4 niszczyciele. Zespołem dowodził admirał Boshirō Hosogaya.
Celem tych sił była ochrona konwoju transportowców skierowanych z zaopatrzeniem na Aleuty.

## Bitwa
Bitwę rozpoczęli rankiem Amerykanie, pomimo słabszych sił. Początkowo odnieśli sukces w postaci poważnego uszkodzenia krążownika "Nachi", jednak po niedługim czasie zespół japoński przejął inicjatywę poważnie uszkadzając i przejściowo unieruchamiając krążownik "Salt Lake City".  Prowadzony przez Japończyków pościg nie przyniósł jednak rezultatu, gdyż z powodu wyczerpywania się zapasu amunicji, zostali oni zmuszeni do jego zaniechania. Niewątpliwym sukcesem strony amerykańskiej było zniweczenie podjętej próby dostarczenia zaopatrzenia, ponieważ japoński konwój przerwał realizację swojej misji.
Często podawana jest data bitwy 26 marca, wynikająca z używania przez amerykańskie okręty czasu Honolulu, niemniej jednak bitwa miała miejsce za linią zmiany daty i lokalną datą był już 27 marca.